# Alindethra
Alindethra (Ἀλινδήθρα von altgriechisch ἡ ἀλινδήθρα alindḗthra „Tummel- oder Wälzplatz“) war eine deutsche Zeitschrift, die sich an Griechischschüler der gymnasialen Oberstufe und interessierte Laien richtete. Sie erschien im Bad Dürkheimer Beacon-Verlag erstmals 1954, musste aus wirtschaftlichen Gründen aber bereits 1967 nach Erscheinen des 14. Jahrgangs wieder eingestellt werden. Das ebenfalls im Jahr 1954 vom Beacon-Verlag gestartete lateinische Pendant Tiro – Zeitschrift für Latein besteht bis heute (Stand: Januar 2018). 
Ziel der Alindethra war die Förderung des altgriechischen Unterrichts. Sie war die einzige Zeitschrift, deren Artikel zum Teil in Altgriechisch verfasst waren, doch wurde der gesamte Bereich der griechischen Sprache einschließlich des Neugriechischen abgedeckt. Autoren waren Lehrer und Altphilologen wie Wilhelm Kuchenmüller, Gerhard Pfohl, Udo Reinhardt, Wilfried Stroh oder Hildebrecht Hommel. Die Beiträge widmeten sich Inschriften und Trinksprüchen, umfassten moderne altgriechische Gedichte und Übertragungen lateinischer und moderner Autoren ins Griechische, etwa aus Horaz’ Epistulae 1, 4 oder Wilhelm Buschs Max und Moritz.